# كريس ألن
كريستوفر نيل ألين (بالإنجليزية: Kristopher Neil Allen)‏ (ولد في 21 يونيو 1985، واسمه الفني هو «كريس» ألين (بالإنجليزية: Kris Allen)‏) هو المغني وكاتب الاغاني الاميركي من كونواي، أركانساس، الفائز في الموسم الثامن لبرنامج أمريكان أيدول.  وقبل برنامج ايدول، كان كريس قد أطلق ألبوم لنفسه بعنوان براند نيو شوز.

## نشاته
ولد كريس الن في جاكسونفيل في ولاية أركنسو، لكيمبرلي (née وود) ونيل ألن. وهو أخ أكبر لأخين: أخوه الأصغر، دانييل، وهو مدرب لفريق التشجيع في الكلية. ألن وهو مسيحي، شغل منصب مساعد مدير الموسيقى في الكنيسة الغير طائفية الحياة الجديدة في كلاً من كونواي، أركنساس وليتل روك، أركنساس. شارك ألين في العمل التبشيري حول العالم، بما في ذلك بورما، المغرب، موزمبيق، جنوب أفريقيا وإسبانيا وتايلاند.
بدأ اهتمام الن بالموسيقى في وقت مبكر جدا. بدأ بالعزف على الكمان في المدرسة الابتدائية، وانتقل للعب على الأدوات في جامعة ميلز للدراسات العليا للأوركسترا، وفي نهاية المطاف فاز ببقعة في أوركسترا كل ولايات أركنساس.
وبالإضافة إلى ذلك، قام بتعليم نفسه الجيتار في عمر 13 سنة، كما أنه يلعب البيانو أيضا.ويعتبر تأثره الموسيقى، كما قال في تصريحاته في برنامج ايدول، جاء من البيتلز، وجيمي كولوم، وجايسون ميراز، وجون ماير ومايكل جاكسون.
انتقل الين إلى كونواي، أركنساس، بعد المدرسة الثانوية، من أجل أن يلتحق بجامعة سنترال أركنساس، حيث كان بزنس ماجور وعضو في وزارات تشي ألفا في الحرم الجامعي. وسرعان ماخرج لمتابعة الموسيقى مهنياً، حيث كان يؤدي عروضه في البارات المحلية وعمل كبائع أحذية من أجل تغطية نفقات المعيشة.
وبعد زواجه من خطيبته كاثرين «كاتي» أوكونيل لمدة سبع سنوات، خطط الن للعودة إلى الكلية في 26 سبتمبر 2008 من أجل انهاء دراسته و«الحصول على مهنة حقيقية.»  ووصف قراراه للجنة اختبار أمريكان ايدول على انه «فرحة أخيرة» قبل التخلي عن سعيه لمهنة الموسيقى.

## حياته المهنية
بدأت حياة كريس الن الموسيقية في عام 2007، عندما كتب والف لنفسه البوم بعنوان «براند نيو شوز» مع اصدقاؤه في الكلية وصديقه في الفرقة مايكل هولمز (درامز) وتشيز اروين (باس). وتم إعطاء 600 نسخة للأصدقاء والعائلة.
وتم انتشار بعض الأغاني من الالبوم على الإنترنت أثناء فترته في ايدول.

### أمريكان أيدول
قام الن بتجربة الأداء للموسم الثامن في برنامج أمريكان ايدول في لويزيفيل، كنتاكي، مع أخوه دانيل، والذي لم ينجح في اجتياز التجربة.
وفي المراحل الأولى من الموسم، كان من بين المرشحين (مع أليسون ايراهيتا التي حصلت على أقل قدر من وقت الشاشة. وتم عرض دقائق عديدة فقط من أول تجربة أداء له (وليس لأدائه الفردي في أسبوع هوليوود)، على الرغم من أنه تم اذاعة أداء مجموعته مع وايت شوكولت (بما فيهم متسابق الدور النهائي مات جيرود) في مجملها. كما طلب منه الحكام أن يشارك في الغناء مع متسابق آخر بدون بث على الهواء قبل السماح له بالوصول إلى الجولة النصف نهائية.
تلقى الن العديد من التهاني، طوال المسابقة، بسبب توقعاته الشعبية الملهمة لأغاني البوب الحديثة. قام بالعزف على العديد من الأدوات خلال أدائه، بما في ذلك الغيتار الصوتي والغيتار الكهربائي، وآلة المفاتيح، والعزف على البيانو ونال أدائه لأغنية «لاجعلك تشعر بحبي» كجزء من أفضل 11 أغنية، اشادة جيدة من الحكام، مع تعليق سايمون كاول، «لقد بدأت حقاً في التفكير أنك لديك دفعة قوية على تقديم عروض جيدة في هذه المنافسة.» 
وفي الجولة النهائية، قام بغناء ترتيباته الخاصة لاغنية «اينت نو صن شاين»، على الكيبورد، مع القليل من العازفين على المسرح، والتي فازت باشادة لجنة الحكام.
وأشاد كاول بأنها«أفضل أداء لالين حتى الآن.» 
اختار الين في ليلة التوب 7 الأولى، أن يغني الأغنية الحائزة على الاوسكار من فيلم الإيندي «وانس».
وبينما وصف وايل راندي هذا على أنه «مثير للشفقة من مذكرة واحدة»،  اعلنت كارا دايوجاردي انها «واحدة من أفضل لحظاتك على الإطلاق» 
ونظرا لضيق الوقت، لم تعلق باولا عبدول، ولا كاول، ولكن في عرض نتائج الليلة التالية، قال كاول «كريس، لقد كنتم رائعين.»  تلقى الن بعد ذلك تسجيل موقع وهدايا أخرى من الفنانين الأصليين، جلين هانسارد وماركيتا إرجلوفا. وفي عرض التوب 7 الثاني، أعاد الن الجيتار للمرة الرابعة وقام بغناء نسخة أًصلية صوتية لأغنية «هي تعمل جاهدة من أجل المال»، وكملت بطبول بونجو والفرقة على المسرح.
وحصل هذا الأداء على اشادة من الحكام الأربعة، مع ملاحظة عبدول «لايوجد هناك العديد من الرجال الجيدين في أداء الغناء النسائي.أنت قمت بالغناء ووجدت حلا مثاليا». ومن أجل أداؤه في التوب 3 الثاني، أثار الن انبهار الحكام لغنائه الصوتي لأغنية كيني ويست «عديم القلب»، مما دفع جاكسون إلى قول أنه يفضل ذلك على أغنية ويست الأصلية ونسخة غلاف الفراي.
واتفق كاول على ذلك قائلاً، "لقد كنت قد توقعت لك أن تخرج من المسابقة ولكن ذلك تغير بعد هذا الأداء. وساعد هذا الأداء كريس على الانتقال إلى النهائيات والفوز بها.
بعد أن تم التصويت لالن في أفضل 3، عاد إلى بيته في أركنساس وبلدته من أجل تصوير ريبورتاج للحلقتين القادمتين من برنامج أمريكان ايدول. كان في استقبال الن عند عودته إلى بلدته جمهور قدر بأكثر من 20,000. [بحاجة لمصدر]
وقام الن بالغناء في ثلاث حفلات في ليتل روك وكونواي، أركنساس، عازفاً العديد من اغانيه الشهيرة في المسابقة، مثل «الرجل في المرآة»، «اينت نو صن شاين»، «السقوط ببطء» و«انها تعمل جاهدة من أجل المال» في الأملكن، وكذلك «لنبقى معاً» في استديو فوكس المحلي التابع لـ KLRT-TV. وكان الن يأخذ جيتاره معه في كل هذه الأغاني.
قام الن أثناء الجولة الأخيرة من البرنامج، بغناء أغنية «اينت نو صن شاين»، واختيار سايمون فولر "ماذا يحدث" وأغنية التتويج، "بدون حدود". وخلال عرض اظهار النتائج النهائي، قام بغناء دويتو مع كيث ايربان، مغنياً أغنية ايربان "قبل الفتاة:، فضلاً عن مجموعة من المزائج مع أصدقائه المتسابقين السابقين في الموسم الثامن. وقبل الإعلان عن نتائج المسابقة، قام الن بغناء "نحن الأبطال" مع المتسابقين النهائيين آدم لامبرت وبريان ماي وروجر تايلور الملكة.
يوم 20 مايو، 2009، تم إعلان كريس الن الفائز في الموسم الثامن من أمريكان أيدول، ليصبح أول متسابق متزوج يحوز على اللقب، فضلاً عن الفائز السادس من جنوب الولايات المتحدة (جوردن سباركس فقط، من جلينديل، أريزونا، وديفيد كوك، من بلو سبرنجز، ميسوري، كانوا من خارج الجنوب). كما أصبح ألين أول فائز يقبل الكأس على شكل ميكروفون. تم الادلاء بما يقرب من 100 مليون صوت خلال النهائي، مسجلاً رقما قياسيا عالميا جديدا لمسابقات الغناء التلفزيونية. على عكس الموسم الماضي، لم يتم الكشف على هامش الفوز. وادعت مصادر عديدة، بما في ذلك وكالة اسوشيتد برس، أن الحد «لم يكن قريب حتى». واقر الن أن الزعم بوجود تفاوت في الأصوات كان «مفاجأة كبيرة» له.
وصف بعض المعلقين الفوز على أنها «مفاجأة» حيث أن المتسابق ادم لامبرت كان قد لاقى اهتمام اعلامى كبير خلال الموسم وكان من المتوقع أن يكون هو المتسابق الأوفر حظاً. وكان فوزه مثيراً للجدل حيث أن المشاهدين والاعلام كانوا قد تكهنوا بتفاصيل النتائج. ومع ذلك، خلال عرض أفضل 3، كشف المضيف رايان سيكريست أن الفارق بين الن ولمبرت كان أقل من مليون صوت. وذكرت شركتي فوكس وAT&T أنهم «مساندين للنتائج» وأنهم متأكد تماماً أن «كريس الن هو أمريكان ايدول».

#### العروض / النتائج
| الاسبوع                       | التصميم                                         | اختيار الأغنية                          | الفنان الأصلي                              | أداء النظام | النتيجة     |
| ----------------------------- | ----------------------------------------------- | --------------------------------------- | ------------------------------------------ | ----------- | ----------- |
| الاختبار                      | اختيار المؤدي                                   | "أغنية من أجلك"                         | ليون راسل/ دوني هاثاواي                    | N/A         | متقدم       |
| هوليوود                       | أول سولو                                        | "لمرة واحدة في حياتي"                   | ستيفي وندر                                 | N/A         | متقدم       |
| هوليوود                       | أداء المجموعة                                   | "أريدك أن تعود"                         | جاكسون 5                                   | N/A         | متقدم       |
| هوليوود                       | ثاني سولو                                       | "كُلّ شيء"                                | مايكل ببليه                                | N/A         | متقدم       |
| أعلى 36 / الدور نصف النهائي 2 | بيلبورد هوت 100 هتس تو دات                      | "الرجل في المرآة"                       | مايكل جاكسون                               | 6           | متقدم       |
| أعلى 13                       | مايكل جاكسون                                    | "تذكر الوقت"                            | مايكل جاكسون                               | 6           | آمن         |
| أعلى 11                       | جراند أوليه أوبري                               | "أجعلك تشعر بحبي"                       | بوب ديلان                                  | 3           | آمن         |
| أعلى 10                       | موتوون                                          | "كم هو عذب (أن يكون محبوبا منك)".       | مارفين غاي                                 | 2           | آمن         |
| أعلى 9                        | التنزيلات الأعلى                                | "اينت نو صن شاين"                       | بيل ويزرس                                  | 9           | آمن         |
| أعلى 8                        | السنة التي ولدوا فيها                           | "كل مأرادت أن تفعله هو الرقص"           | دون هنلي                                   | 2           | آمن         |
| أعلى 7                        | أغنيات من السينما                               | "السقوط ببطء" - وانس                    | جلين هانسارد وماركيتا إرجلوفا              | 6           | آمن         |
| أعلى 7 1 (عدد)                | ديسكو                                           | "إنها تعمل جاهدة من أجل المال".         | دونا سمر                                   | 2           | آمن         |
| أعلى 5                        | رات باك ستاندرز                                 | "الطريقة التي نظرتي بها الليلة"         | فرانك سيناترا                              | 1           | أسفل 3      |
| أعلى 4                        | دويتو روك آند رول سولو                          | "المتمرد"مع داني جوكي "معا"             | ستيكس البيتلز                              | 3 4         | آمن 2 (عدد) |
| أعلى 3                        | اختيار الحكام3 (عدد) اختيار المتسابقين          | "الاعتذار" "قاس القلب"                  | ون ريبوبليك كاني ويست                      | 2 5         | آمن         |
| أعلى 2                        | اختيار المتسابق اختيار سيمون فولر أغنية التتويج | "اينت نو صن شاين" "ماذا يحدث" "لا حدود" | بيل ويزرس مارفين غاي كريس الن / آدم لامبرت | 2 4 6       | الفائز      |

- Note 1:  نظرا لاستخدام الحكام أسلوبهم لانقاذ أحد لإنقاذ مات جيرود، ظل سباق توب 7 سليم لأسبوع آخر.
- Note 2:  لقد تم الإعلان أن اليسون ايراهيتا تلقت أقل عدد من التصويتات هذا الأسبوع. ولم يتم الإعلان قط عن المتسابقين أو الثلاثة الذين هبطوا، وتم الإعلان عن المتسابق الآمن بنظام عشوائي.
- Note 3:  الأغنية التي اختيرت بواسطة راندي جاكسون وكارا دايوجاردي.

### ما بعد ايدول
ظهر الين بعد فوزه في العديد من البرامج مثل، عرض اليوم مع جاي لينو، واكسس هوليود، وايلين ديجينيرز، وعرض الصباح مع مايك وجوليت، ولايف مع ريجيس وكيلي، وذا ايرلي شو، ووقت متأخر من الليل مع جيمي فالون، وبرنامج اليوم، وبرنامج فوكس الأخباري لحاكم ولاية أركنساس السابق مايك هاكبي، والذي قام فيه الن بغناء غلاف أغنية البيتلز «أمس» وصاحبه هاكبي على الباس جيتار، وجودمورنينج أمريكا، والذي قام فيه متسابق الموسم الثامن ادم لامبرت والفائز بالأمريكان ايدول السابق دايفد كوك بالغناء معاً كجزء من سلسلة حفلات الصيف الخاصة بهم. كما كان ضيفا على لاري كينغ لايف (قام ريان سيكريست باستضافته) مع المتسابق ادم لامبرت، وعضو لجنة التحكيم بولا عبدول، وبقية المراكز العشرة الأولى. تم إطلاق أغنيته لأول مرة، «لا حدود»، في 20 مايو 2009 على أي تونز مع نسخة ادم لامبرت. حصلت نسخة أغنية الن لأول مرة على رقم #11 على سباق بيلبورد هوت 100 لأسبوع 29 مايو، 2009.
تضمنت جولة ألن بعد البرنامج أيضاً رحلة إلى استديوهات هوليود الخاصة بديزني في منتج والت ديزني العالمي، حيث أقيم احتفال على شرفه. وخلال الفترة التي قضاها في ديزني، زار أمريكان أيدول التجربة، حيث أعلن عن أسماء الفائزين في مسابقة اليوم. وبعد فترة وجيزة، عاد الن إلى مسقط رأسه في كونوي، أركنساس للمرة الأولى في أعقاب اختتام المسابقة.
يوم 5 يونيو 2009، قام الن بالغناء في اجتماع وول مارت السنوي للمساهمين 2009، وشارك في مسرحية هزلية قصيرة مع المضيف بن ستيلر
وبالإضافة إلى أداؤه في أغنية «لا حدود» و«قاسي القلب»، قام الن بغناء دويتو مع موتون أسطورة سموكي روبنسون على الاغراءات الكلاسيكية «كن مستعداً». في 7 يونيو 2009، قام الن بغناء النشيد القومي في لعبة 2 من نهائيات NBA 2009 لمنزل مكتظ متضمناً آدم ليفين، وجاك نيكلسون، وريحانا، وباولا عبدول وليوناردو دي كابريو. وبعد الأداء، والذي وصف بأنه «تعدى الكمال»،  جاء اعلان أن الن قد وقع عقد تسجيل مع شركة جيف للتسجيلات (مع زميلته في النهائيات اليسون ايراهيتا). ومن المقرر الآن أن يتم إطلاق علامته لأول مرة في خريف 2009. وتحدث الآن في هذا الإعلان عن البومه القادم، «الجميع كان يسألني ما الذي يحدث لمثل هذا الصوت. انه سيكون مشابه جدا لما سمعتوه مني في البرنامج -- بالتحديد في أسلوب البوب / روك. لا استطيع الانتظار للبدء!»
يقول كريس أنه يعمل مع كلود كيلي، وديفيد هودجز، وسلام ريمي وجوي كنج من الفراي في ألبومه الأول.
. كما يقال انه يعمل مع توبي جاد ، وأليكس باند من الدعوة، ودان ويلسون من سيميسونيك ، وكريس دوتري  ومات كيرني  من اجل الألبوم. تم إطلاق أغنية كريس نحن نعيش مثل الموت لأول مرة، (غلاف بي -سايد تراك للسيناريو الذي أطلق في اليابان) عبر Z100 في نيويورك في 21 سبتمبر 2009.
قام كريس الن بالغناء مع دايفيد غراي كجزء من ميكس بوسطن 104.1 نهاية الصيف في 19 سبتمبر 2009 على سطح حمام السباحة في فندق الكولونيد. سيقوم كريس بالغناء أيضاً في لايف في حدث فينيارد في نابا 8 نوفمبر مع كوكلكتيف سول، وافاين فرينزي وباراشوت.

## قائمة بالألبومات

### ألبومات الأستوديو
| العام | تفاصيل الألبوم                                            |
| ----- | --------------------------------------------------------- |
| 2007  | براند نيو شوز - صدر: 2007 - العلامة التجارية: أصدره لنفسه |
| 2009  | كريس الن - سيصدر: 17 نوفمبر - التسمية: جيفي / 19          |

### الألبومات الرقمية
هذا الألبوم مخطط من تنزيلات ليجال ديجيتال.
| السنة | الألبوم                           | الولايات المتحدة | المبيعات |
| ----- | --------------------------------- | ---------------- | -------- |
| 2009  | الأداءات المفضلة في الموسم الثامن | 50               | 25,000 + |

### الأغاني المفردة
| العام | الأغنية                  | Peak chart positions | Peak chart positions | Peak chart positions    | Peak chart positions | Peak chart positions | اسم الألبوم            |
| العام | الأغنية                  | الولايات المتحدة     | الولايات المتحدة بوب | الولايات المتحدة ايه سي | CAN                  | بريطانيا             | اسم الألبوم            |
| ----- | ------------------------ | -------------------- | -------------------- | ----------------------- | -------------------- | -------------------- | ---------------------- |
| 2009  | "لا حدود"                | 11                   | 26                   | 19                      | 13                   | 92                   | أمريكان أيدول الموسم 8 |
| 2009  | "نحن نعيش مثل الموت" ايه | 89                   | --                   | --                      | --                   | --                   | كريس الن               |

- الأغاني الحالية

### الأغاني الرقمية
تم تخطيط كل هذه الأغاني من تحميلات ليجل ديجيتال.
| العام                                 | الأغنية            | مواقعها          | مواقعها              | مواقعها | اسم الألبوم                |
| العام                                 | الأغنية            | الولايات المتحدة | الولايات المتحدة بوب | CAN     | اسم الألبوم                |
| ------------------------------------- | ------------------ | ---------------- | -------------------- | ------- | -------------------------- |
| 2009                                  | "قاسي القلب"       | 16               | 29                   | 39      | أمريكان أيدول العروض الحية |
| 2009                                  | "اينت نو صن شاين"  | 37               | --                   | 68      | أمريكان أيدول العروض الحية |
| 2009                                  | "الاعتذار"         | 66               | --                   | --      | أمريكان أيدول العروض الحية |
| 2009                                  | "السقوط ببطء"      | 94               | --                   | --      | أمريكان أيدول العروض الحية |
| 2009                                  | "ماذا يحدث".       | 107              | --                   | --      | أمريكان أيدول العروض الحية |
| 2009                                  | "لاجعلك تشعر بحبي" | 113              | --                   | --      | أمريكان أيدول العروض الحية |
| "--" يدل على فشل واحد لرسم أو لم يصدر |                    |                  |                      |         |                            |

## الجوائز والترشيحات
| السنة | مقدم الجائزة    | الجائزة                                            | النتيجة |
| ----- | --------------- | -------------------------------------------------- | ------- |
| 2009  | جوائز تين تشويس | اختيار ذكر حقيقي/ نجم متنوع                        | رُشِّح     |
| 2009  | جوائز تين تشويس | جولة اختيار الصيف (مشاركة مع أمريكان ايدول توب 10) | رُشِّح     |

## الروابط الخارجية
- كريس ألن على موقع IMDb (الإنجليزية)
- كريس ألن على موقع ميوزك برينز (الإنجليزية)
- كريس ألن على موقع أول ميوزيك (الإنجليزية)
- كريس ألن على موقع ديسكوغز (الإنجليزية)

- الموقع الرسمي

| سبقه ديفيد كوك | أمريكان آيدول الفائز (2009) | تبعه |